# Leonardo Maugeri
Leonardo Maugeri (Firenze, 10 aprile 1964 – Roma, 10 luglio 2017) è stato un dirigente d'azienda e saggista italiano esperto di fonti di energia, in particolare petrolio e gas naturale.

## Biografia
Nel 1988 si è laureato in Storia delle relazioni internazionali presso la facoltà Cesare Alfieri dell'Università di Firenze, con una tesi sull’evoluzione dei rapporti tra gli Stati Uniti e l’Unione Sovietica nella prima distensione. Nel 1993 ha conseguito il dottorato di ricerca in relazioni internazionali presso il medesimo istituto con una tesi dal titolo L'arma del petrolio. Successivamente si è specializzato in economia internazionale e dell'energia alla London School of Economics e ha lavorato come analista per due anni alla Georgetown University. La notizia del prematuro decesso a 53 anni, dopo lunga malattia, ha suscitato notevole scalpore: la giornalista Milena Gabanelli ha scritto "Perdere Leonardo Maugeri non è solo un dolore, ma è un'enorme perdita per tutto il paese".

### Studi storici
I suoi studi, condotti su documenti inediti presso l'archivio del dipartimento di stato statunitense nell'ambito della tesi di dottorato, gli permisero di scoprire che poco prima della tragica fine di Enrico Mattei era stato stipulato un accordo tra la società petrolifera statunitense Esso e l'Eni, quindi le cosiddette sette sorelle non potevano essere considerate come le mandanti della prematura scomparsa dell'allora presidente dell'Eni. Il pubblico ministero Vincenzo Calia della Procura della Repubblica di Pavia chiese copia del libro L'arma del petrolio, che riportava la tesi di dottorato, e gli chiese di diventare consulente per il processo aperto per accertare i fatti sul tragico evento. Le successive indagini confermarono le conclusioni a cui pervenne
.

### Attività aziendale
Nel 1995 divenne assistente dell'amministratore delegato dell'Eni Franco Bernabè. Nel 2000 è stato nominato da Vittorio Mincato direttore strategia e sviluppo dell'Eni. 
Nel 2007 promosse il rilancio del centro di ricerca Istituto Donegani, con un nuovo focus sulle energie rinnovabili e un'alleanza strategica tra l'Eni e il MIT. Le divergenze di vedute rispetto a Paolo Scaroni, successore di Vittorio Mincato alla guida del gruppo Eni, segnarono l'inizio della parabola discendente della sua carriera nel gruppo. Dal 2010 al 2011 è stato amministratore delegato di Polimeri Europa (in precedenza conosciuta come Enimont e ora ridenominata Versalis), la società che gestisce le attività petrolchimiche dell'Eni. Durante la gestione di Polimeri Europa, ideò e promosse (assieme a Novamont) la riconversione industriale del sito di Porto Torres. Nel 2014 fu tra i candidati per la successione di Paolo Scaroni alla guida dell'Eni, ruolo a cui venne poi designato Claudio Descalzi.

### Attività accademica
È stato visiting scholar presso il Massachusetts Institute of Technology (MIT) e senior associate del Belfer Center per le scienze e affari internazionali presso la Scuola di amministrazione John F. Kennedy dell'Università di Harvard. Due saggi pubblicati durante la sua permanenza a Harvard hanno alimentato un acceso dibattito a livello internazionale. In questi saggi, egli sostenne che l'incessante crescita della produzione mondiale di petrolio era generalmente sottostimata e questo, assieme alla modesta crescita della domanda di petrolio, avrebbe portato a un crollo delle quotazioni di petrolio nel corso del decennio. Il secondo di questi studi, "The Shale Oil Boom: A U.S. Phenomenon” (2013), basato sull'analisi, la prima del suo genere, di 4.000 pozzi di shale oil, conclude che gli Stati Uniti avrebbero potuto diventare il maggiore produttore di petrolio del mondo entro il 2017. Allo stesso tempo, tuttavia, lo studio indica che la rivoluzione dello shale oil e gas non potrà essere replicata nel resto del mondo, tanto meno in Europa, a causa dell'alta intensità di perforazioni necessarie.

### Divulgazione scientifica
Le sue opinioni e le previsioni sono state riportate in una serie di articoli per i principali giornali e riviste internazionali, tra cui il New York Times, International Herald Tribune, International New York Times, Foreign Affairs, Newsweek, Science, Scientific American, The Wall Street Journal, Forbes, e The National Interest. È stato editorialista de Il Sole 24 Ore, per il quale ha curato la rubrica Global Energy.
In particolare, egli è stato uno dei principali sostenitori della teoria che il mondo non corre il rischio di rimanere senza petrolio (Vedasi: “Not in Oil’s Name” – Foreign Affairs, Luglio - Agosto 2003 – e “Oil, Never Cry Wolf: Why the Petroleum Age is Far from Over” – Science, 21–27 maggio 2004), e per tale ragione è stato attaccato in varie occasioni dai sostenitori della tesi del “peak oil”.
Nel suo libro L'era del petrolio (Feltrinelli, 2006) egli predisse l'imminente calo delle quotazioni petrolifere, come infatti si verificò nella seconda metà del 2008. Nel medesimo libro predisse lo sviluppo dell'estrazione non convenzionale di petrolio e gas, grazie all'avvento delle nuove tecnologie, come ad esempio la fratturazione idraulica. Nel libro Con tutta l'energia possibile (Sperling & Kupfer, 2011) sostenne che entro il 2020 l'innovazione tecnologica avrebbe scosso l'industria delle rinnovabili solari e alterato in modo permanente il settore dell'energia.

## Opere
- Leonardo Maugeri, L'arma del petrolio : questione petrolifera globale, guerra fredda e politica italiana nella vicenda di Enrico Mattei, Loggi de' Lanzi, 1994.
- Leonardo Maugeri, Petrolio, Sperling & Kupfer, 2001, ISBN 88-200-3146-9, OCLC 797605142.
- Leonardo Maugeri, L'era del petrolio : mitologia, storia e futuro della più controversia risorsa del mondo, Feltrinelli, 2006, ISBN 88-07-17128-7, OCLC 799491345.[25]
- Leonardo Maugeri, The age of oil : the mythology, history, and future of the world's most controversial resource, Praeger Publishers, 2006, ISBN 0-275-99008-7, OCLC 64624827.
- Leonardo Maugeri, Con tutta l'energia possibile : [petrolio, nucleare, rinnovabili: i problemi e il futuro delle diverse fonti energetiche], Nuova ed. ampliata e aggiornata, Sperling & Kupfer, cop. 2011, ISBN 978-88-200-5116-7, OCLC 878791299.
- Leonardo Maugeri, Beyond the age of oil : the myths, realities, and future of fossil fuels and their alternatives, Praeger, 2010, ISBN 978-0-313-38171-3, OCLC 464583243.

### Saggi e articoli
- Frack to the Future (The National Interest, Marzo/Aprile 2014).
- An Uphill Climb for the Oil Giants (The New York Times - The International Herald Tribune, 30 settembre 2013).
- Shale Revolution Not So Simple (The National Interest, 8 Agosto 2013).
- The Shale Oil Boom: A U.S. Phenomenon (Harvard, Giugno 2013)
- The Coming Oil Glut (The Wall Street Journal, 6 Novembre 2012)
- Oil: The Next Revolution (Harvard, Giugno 2012)
- Peak Oil ? Not This Century (The Daily Telegraph, 10 Novembre 2009)
- The Crude Truth About Oil Reserves (The Wall Street Journal Europe, 5 Novembre 2009)[26]
- The Coming Oil Glut (The Wall Street Journal, 6 Novembre 2012)
- Squeezing More Oil From the Ground (Scientific American, Ottobre 2009)[27]
- Understanding oil Price Behaviour Through the Anatomy of a Crisis (The Review of Environmental Economics and Policy, Estate 2009)[28]

- What Lies Below? (Newsweek Intl. Special Edition, 3 Dicembre 2006)[29]
- That Falling Feeling (Newsweek Intl., 8 Ottobre 2006)[30]
- Oil, Oil Everywhere (Forbes, 24 Luglio 2006)
- Two Cheers For Expensive Oil (Foreign Affairs, Marzo - Aprile 2006[31])
- The Saudis May Have Enough Oil (Newsweek Intl., 22 Gennaio 2006)[32]
- The Price is Wrong (Newsweek Intl., 6 Settembre 2004)[33]
- The Virgin Oilfields of Iraq (Newsweek Intl., 4 Luglio 2004)[34]
- Oil, Never Cry Wolf: Why the Petroleum Age Is Far from Over (Science, 21–27 Maggio 2004)[35]
- The Coming Gas Bubble (Wall Street Journal, 8 Marzo 2004)
- The Shell Game (Newsweek Intl., 16 Febbraio 2004)
- Time to Debunk Mythical Links Between Oil and Politics (Oil & Gas Journal, 15 Dicembre 2003)
- The Fallacies of Energy Security (Energy Compass, 19 Settembre 2003)
- Not in Oil’s Name (Foreign Affairs, Luglio - Agosto 2003)

## Riconoscimenti
- 2007 - Premio Roma[36]
- 2007 - Choice: Academic Outstanding Title, American Library Association[37][38]
- 2016 - Premio Festival dell'Energia[39]
- 2018 - (postumo) Borsa di studio Dottorato di ricerca Leonardo Maugeri[40]